# ジョン・マッキンタイア
ジョン・マッキンタイア（John McIntire、1907年6月27日 - 1991年1月30日）は、アメリカ合衆国の俳優。

## 出演作品
- ターナー&フーチ/すてきな相棒
- ジョージアの熱い風
- ビデオゲームを探せ!
- センチメンタル・アドベンチャー（おじいさん）
- ゴライアス号の奇跡
- 名犬ラッシー/ロッキーを越えて
- 私は殺していない
- オレゴン魂（パーカー判事）
- 続ラブ・バッグ
- ジェリコ
- 肉体のすきま風
- 馬上の二人（フレイザー少佐）
- 燃える平原児（バートン）
- 情無用の拳銃
- サイコ（アル・チェンバース保安官）
- エルマー・ガントリー/魅せられた男
- ダッジ・シティ
- 奥様ごめんなさい
- 開拓者の血
- 胸に輝く星（ドク）
- 全艦発進せよ
- 六番目の男
- ケンタッキー人
- 無警察地帯
- 四人のガンマン
- 遠い国
- アパッチ
- 真紅の女
- ミシシッピーの賭博師
- 世界を彼の腕に
- 女群西部へ!
- 追いつめられた男
- ウィンチェスター銃'73（ジョー・ラモント）
- 歌う捕物帖
- 情無用の街

### テレビドラマ
- バージニアン
- マッシュ

### アニメ映画
- ビアンカの大冒険（ルーファス）
- きつねと猟犬